# Marko Kalogjera
Marko Kalogjera (Blato, 7. prosinca 1819. – Split, 4. prosinca 1888.), hrvatski svećenik, kotorski (1856. – 1866.) i splitski i makarski biskup (1866. – 1888.).
Za svećenika je zaređen 27. kolovoza 1843. godine, nakon čega je jednu godinu služio kao kapelan i Luci Šipanskoj. Potom je pet godina bio kancelar u dubrovačkoj biskupiji i 1850. u službi u župi Mandaljena. U razdoblju 1850. – 1852. bio je zamjenik ravnatelja u dubrovačkom sjemeništu, a od 1853. profesor u Zadru. Godine 1856. imenovan je kotorskim biskupom.
Zaslužan je za obnovu Plemenitog tijela bokeljske mornarice kojoj je 1859. dao Statut i odobrio novu himnu. Godine 1869. imenovan je splitskim biskupom. U tom svojstvu utemeljio je biskupsku palaču i zakladu svetih Ćirila i Metoda za glagoljaše, obnovio splitsku prvostolnicu sa zvonikom sv. Duje, sagradio novo sjemenište u Splitu i utemeljio je List Biskupije Spljetske i Makarske. Za njegovog biskupovanja sagrađene su brojne crkve na području splitske biskupije.
Bio je narodnjak, pa je prijateljevao s don Mihovilom Pavlinovićem i don Franom Bulićem, skrbio je za hrvatski jezik u Crkvi, a osobito je zaslužan i za zaštitu glagoljice i slavenskog bogoslužja u Dalmaciji.